# 君といた未来のために 〜I'll be back〜
『君といた未来のために 〜I'll be back〜』（きみといたみらいのために アイル・ビー・バック）は、1999年1月16日から3月20日まで毎週土曜日21:00 - 21:54に日本テレビ系の「土曜ドラマ」枠で放送された日本のテレビドラマ。主演は堂本剛。平均視聴率は14.6%。

## ストーリー
人生をやり直したいと思っていた大学生・堀上篤志（堂本剛）は1999年の12月31日の夜、2000年を迎えようとしたその瞬間、謎の流星群の襲来と共に心臓が止まり、気づけば1995年12月23日の時点に戻ってしまっていた。不可思議な現象に戸惑いつつも人生をやり直すチャンスが得られたことに喜び、違う人生を歩みだす篤志。しかし今度もまた2000年を迎える瞬間になると1995年12月23日に戻ってしまった。そしてまたその次も…。
そうして同じ時間を繰り返し生きるうちに、室井蒔（仲間由紀恵）と黛裕介（佐野史郎）の二人も篤志と同じように2000年を迎えられずに人生を繰り返していることが判明、またこの中で時間を繰り返すリフレインプレイヤーの三人や周囲の人間の過去も徐々に明らかとなっていく。この時間のリフレインから逃れるために篤志は2000年を迎えられる方法を探っていくが…。

## キャスト
堀上家
堀上篤志
演 - 堂本剛（KinKi Kids）
主人公。1999年当時は大学生。卒業前にもかかわらず就職先が決まらず、親友の自殺の原因に気づけなかったことなどを負い目に感じ、もう一度人生をやり直せたら、と思っていた。
最初の1999年の大晦日、母との思い出の映画「忘れ物の森」が上映されている映画館そばで、亡くなっていたはずの母親の姿を見かけ、その映画を観賞中、新年へのカウントダウンと同時に心臓発作を起こす。だが気付いた時には1995年12月23日に戻っていた。
その後、過去の記憶を元に事業を成功させるが、また1999年の大晦日から2000年の新年を迎えるときに心臓発作を起こし、1995年へと戻ってしまう。時間の繰り返しの中で、だんだんと隠された真実が明らかになっていく
幼少時代の夢はパイロットになること。
堀上弘志
演 - 内藤剛志
篤志の父親。1999年当時は銀行員。仕事ばかりで母の死を顧みなかったことから、息子の篤志とは不仲だった。趣味はバイク。
堀上裕美
演 - 真行寺君枝
篤志の母親。篤志は死去していたと聞かされていたが、実際には自殺未遂を起こし、そのときの怪我が原因で脳を損傷。記憶喪失を起こして、施設で暮らしていた。
時のリフレインの原因を作った人物。
篤志の関係者
山岸由佳
演 - 遠藤久美子
篤志の幼馴染。
シゲ
演 - 青木伸輔
篤志の親友。最初の1999年当時では、借金苦から自殺していた。時のリフレインの中で自殺の原因がわかり、最後は無事2000年を迎える。
西野さやか
演 - 小嶺麗奈

篤志以外のリフレインプレイヤー
室井蒔
演 - 仲間由紀恵（幼少期：斉藤みやび）
時のリフレインの中で、発売前だった曲「WAになっておどろう」を歌う様子が映し出される。
黛裕介
演 - 佐野史郎
リフレインでの記憶を元に預言者のようなことを起こしたり、3人が時間の繰り返しを起こしていることにいち早く気付く。それが破壊と創造を繰り返す永遠回帰へ帰結すると自覚し、邪魔をする篤志、蒔を脅す。
その他
優子
演 - 蒼和歌子
下村茂
演 - 篠井英介
篤志行きつけのバー「古時計」のマスター。

ゲスト
- アキラ - 古屋暢一（ジャニーズJr.）（第1話）
- 舘大介

## スタッフ
- 脚本 - 大石哲也、吉田智子
- 音楽 - coba
- 演出 - 佐藤東弥、唐木昭浩（唐木希浩）、荻野哲弘
- 主題歌 - KinKi Kids「やめないで,PURE」（ジャニーズ・エンタテイメント）
- 音楽プロデュース - 志田博英、仲西匡
- ファイティングコーディネーター - 佐々木修平
- 演出補 - 坂梨公紀
- CG - 西村事務所
- 技術協力 - NTV映像センター
- 美術協力 - 日本テレビアート
- プロデューサー - 重松修、井上健、鈴木聡
- 制作協力 - ケイファクトリー
- 製作著作 - 日本テレビ

## 放送日程
| phase                                                      | 放送日  | サブタイトル                   | 脚本     | 演出     | 視聴率 |
| ---------------------------------------------------------- | ------- | ------------------------------ | -------- | -------- | ------ |
| phase1                                                     | 1月16日 | 気がつけば18才の俺がいた！     | 大石哲也 | 佐藤東弥 | 19.0%  |
| phase2                                                     | 1月23日 | 明日が消えてゆく！キスの秘密   | 大石哲也 | 佐藤東弥 | 12.4%  |
| phase3                                                     | 1月30日 | 俺と同じ宿命の奴からの脅迫状   | 大石哲也 | 唐木昭浩 | 15.7%  |
| phase4                                                     | 2月06日 | 第3の男登場！由佳が危ない      | 吉田智子 | 荻野哲弘 | 13.3%  |
| phase5                                                     | 2月13日 | ゲームは終りだ！俺は死なない!! | 大石哲也 | 佐藤東弥 | 15.7%  |
| phase6                                                     | 2月20日 | 俺もう死にたい！涙の逃避行     | 大石哲也 | 唐木希浩 | 14.0%  |
| phase7                                                     | 2月27日 | 狂った時間！俺だけくり返すのか | 吉田智子 | 荻野哲弘 | 15.4%  |
| phase8                                                     | 3月06日 | 仕組れた罠、親子の絆が崩れてく | 大石哲也 | 佐藤東弥 | 12.2%  |
| phase9                                                     | 3月13日 | 繰り返しの謎！キーワードは母？ | 大石哲也 | 唐木希浩 | 12.7%  |
| last phase                                                 | 3月20日 | 隠れた事実！最後の瞬間に死が   | 大石哲也 | 佐藤東弥 | 15.4%  |
| 平均視聴率 14.6%（視聴率は関東地区・ビデオリサーチ社調べ） |         |                                |          |          |        |

## リフレインプレイヤー
このドラマで過去を何度も繰り返してしまう三人のように、一定時間内を何度も体験している人のことを「リフレインプレイヤー」と言う。SF上の概念であるタイムマシンによる物理的時間移動に対して発案された「精神的時間移動」に該当するものである。

## 映像ソフト
2000年1月21日に全5巻でVHS化されているが、DVD・Blu-ray化はされていない。

## サウンドトラック
- coba『君といた未来のために』（EMIミュージック・ジャパン/1999年2月24日発売）

## 原案
- ケン・グリムウッド『リプレイ』 - 事後許諾